# Eliseo Brown
Eliseo Brown (Buenos Aires, 29 ottobre 1888 – ...) è stato un calciatore argentino, di ruolo attaccante.

## Biografia
Aveva origini scozzesi. I suoi fratelli Alfredo, Carlos, Ernesto e Jorge furono tutti suoi compagni di squadra sia nell'Alumni che nella nazionale argentina; gli altri due fratelli Diego e Tomás furono invece compagni di squadra degli altri cinque fratelli a livello di club senza però mai giocare in nazionale. Loro cugino Juan Domingo era un altro loro compagno di squadra (e giocò a sua volta per un decennio da titolare nella nazionale argentina).

## Carriera

### Club
Dopo aver vinto il campionato argentino nel 1905, nel 1906 partecipò alla Copa Campeonato con la maglia dell'Alumni, mettendo a segno 8 gol e risultando così il miglior marcatore della competizione insieme ad altri quattro calciatori. Nel 1907 fu ancora capocannoniere del campionato, vinto dalla sua squadra, con 24 gol. Rimase in rosa anche nel 1908, in cui segnò 19 gol, vincendo il terzo titolo consecutivo di capocannoniere. Fu capocannoniere del campionato anche nel 1909, anno in cui mise a segno 17 reti.
Tra il 1905 ed il 1909 vinse inoltre per 4 volte il campionato argentino.

### Nazionale
Tra il 1906 ed il 1911 ha realizzato in totale 6 reti in 9 presenze nella nazionale argentina (tutte in incontri amichevoli: Mondiali e Coppa America non erano infatti ancora nate quando lui era in attività).

## Palmarès

### Club

#### Competizioni nazionali
- Copa Campeonato: 4

Alumni: 1905, 1906, 1907, 1909

### Individuale
- Capocannoniere della Copa Campeonato: 4

1906 (8 gol), 1907 (24 gol), 1908 (19 gol), 1909 (17 gol)